# مطار باطومي الدولي
مطار باطومي ألكسندر كارتفلي الدولي (إياتا: BUS، إيكاو: UGSB) هو مطار دولي يقع على بعد 2 كـم (1.2 ميل) من جنوب مدينة باطومي، وهي مدينة على ساحل البحر الأسود وعاصمة لأجاريا، وهي جمهورية ذاتية الحكم في جنوب غرب جورجيا. يقع المطار على 20 كـم (12 ميل) شمال شرق هوبا، تركيا، وهو بمثابة بوابة محلية ودولية تخدم جورجيا وشمال شرق تركيا.
هو أحد المطارات الدولية الثلاثة المشغلة في جورجيا (بالإضافة إلى مطار تبليسي الدولي الذي يخدم العاصمة الجورجية ومطار ديفيد الرابع الدولي في كوتايسي وهي ثاني أكبر مدينة في جورجيا).

## شركات الطيران

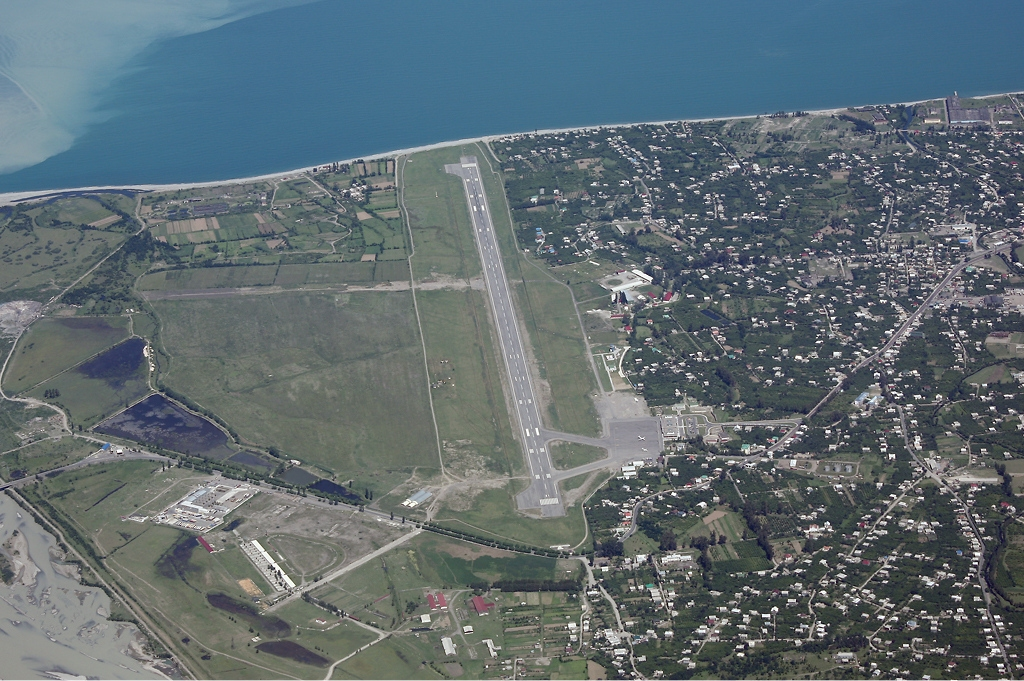
مطار باطومي

| شركـات طيـران               | الوجهات |
| --------------------------- | --- |
| العربية للطيران             | موسمي: مطار الشارقة الدولي                                                                                      |
| طيران أستانا                | موسمي: مطار ألماتي الدولي، مطار آستانا الدولي                                                                   |
| طيران البلطيق               | موسمي: مطار ريغا الدولي (تبدأ في 3 مايو 2023)                                                                   |
| خطوط أركيا                  | موسمي: مطار بن غوريون الدولي                                                                                    |
| طيران بيلافيا               | مطار مينسك الدولي موسمي: مطار غوميل                                                                             |
| خطوط بوتا الجوية            | موسمي: مطار حيدر علييف الدولي                                                                                   |
| إل عال                      | موسمي: مطار بن غوريون الدولي                                                                                    |
| طيران أديل                  | موسمي: مطار الملك خالد الدولي                                                                                   |
| فلاي دبي                    | موسمي: مطار دبي الدولي                                                                                          |
| طيران ناس                   | موسمي: مطار الملك فهد الدولي، مطار الملك عبد العزيز الدولي، مطار الملك خالد الدولي                              |
| GetJet Airlines             | موسمي عارض: مطار فيلنيوس                                                                                        |
| آسمان للطيران               | موسمي: مطار الإمام الخميني الدولي                                                                               |
| خطوط بيغاسوس                | مطار صبيحة كوكجن الدولي                                                                                         |
| Qeshm Air                   | موسمي: مطار الإمام الخميني الدولي                                                                               |
| سكاي أب                     | مطار بوريسبيل الدولي، مطار لفيف الدولي، مطار زاباروجيا الدولي (جميعها معلقة)                                    |
| الخطوط السعودية             | موسمي: مطار الملك خالد الدولي                                                                                   |
| SmartLynx Airlines          | موسمي عارض: مطار تالين                                                                                          |
| الخطوط الجوية التركية       | مطار إسطنبول الدولي                                                                                             |
| الخطوط الجوية الأوزبكستانية | موسمي: مطار طشقند الدولي                                                                                        |
| فانيلا سكاي ايرلاينز        | مطار تبليسي الدولي                                                                                              |
| Varesh Airlines             | موسمي: مطار الإمام الخميني الدولي                                                                               |
| Yanair                      | مطار كييف جولياني الدولي (معلقة) موسمي: مطار خاركيف الدولي، مطار لفيف الدولي، مطار أوديسا الدولي (جميعها معلقة) |
| Zagros Airlines             | موسمي: مطار الإمام الخميني الدولي                                                                               |

## وصلات خارجية
- الموقع الإلكتروني الرسمي
- حالة الطقس في مطار باطومي الدولي.NWS
- تاريخ الحوادث لـ (BUS) على شبكة سلامة الطيران.